# Vilassar de Mar
Vilassar de Mar (también escrito a veces en español  Vilasar de Mar) es un municipio español, situado en la comunidad autónoma de Cataluña. Perteneciente a la provincia de Barcelona, está situado en la comarca de El Maresme. Hasta los años 1980 se llamaba San Juan de Vilasar. Cuenta con una población de 21 162 habitantes (INE 2024).
Tradicionalmente era un pueblo de pescadores. Muchos probaron fortuna en América, sobre todo en Cuba, desde cuyo puerto salían embarcaciones. Vilassar de Mar era el lugar de una escuela de Náutica. Algunos volvieron con grandes fortunas y se construyeron casas muy características.
Vilassar de Mar tiene también por un Mercado de la Flor y la Planta Ornamental, y plantaciones de rosas. Otros lugares de interés son el Museo Monjo, Museo de la Marina y el Museo de la Mina Vella. Antes también se podía visitar el Parc de les Aus (parque con numerosas especies de aves), pero se cerró con motivo de una sentencia dictada por el Tribunal Superior de Justicia de Cataluña.
Dos festivales destacados se realizan en esta localidad, el FIROBI (Festival de marionetas de Vilassar de Mar) y Mar de Flors (Muestra de flores y plantas en la calle).
Está hermandada con Daimiel (Ciudad Real), dada la gran inmigración que se produjo en Vilassar procedente de esta localidad.

## Geografía
Integrado en la comarca del Maresme, se sitúa a 27 kilómetros de Barcelona. El término municipal está atravesado por la antigua carretera N-II entre los pK 640 y 641, además de por una carretera local que conecta con Cabrils. El relieve del término municipal está caracterizado por la franja costera entre Cabrera de Mar y Premiá de Mar, no alcanzándose alturas superiores a los 50 metros. El ayuntamiento se alza a 10 metros sobre el nivel del mar. 
| Noroeste: Vilasar de Dalt y Premiá de Dalt | Norte: Cabrils        | Noreste: Cabrera de Mar                 |
| Oeste: Premiá de Dalt y Premiá de Mar      |                       | Este: Cabrera de Mar y Mar Mediterráneo |
| Suroeste: Masnou y Mar Mediterráneo        | Sur: Mar Mediterráneo | Sureste: Mar Mediterráneo               |

## Demografía
Vilassar de Mar cuenta con una población de 21 162 habitantes (INE 2024).
| Gráfica de evolución demográfica de Vilassar de Mar entre 1842 y 2021 |
| |
| Población de derecho según los censos de población del INE. Población de hecho según los censos de población del INE.En estos censos se denominaba San Juan de Vilasar: 1842, 1857, 1877, 1887, 1897, 1900, 1910, 1920, 1930, 1940, 1950, 1960, 1970 y 1981. |

## Administración y política

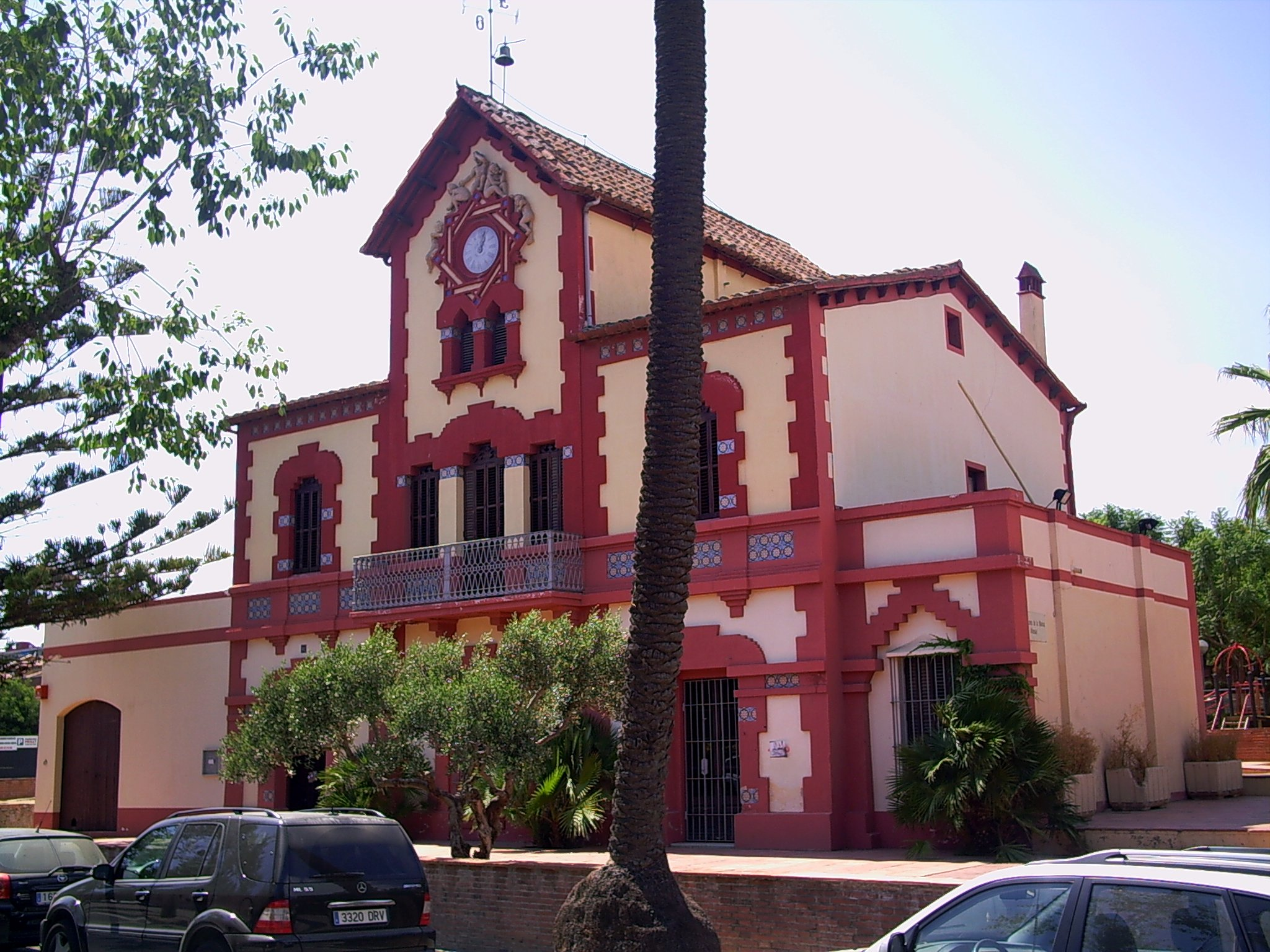
Museo de La Marina

El actual alcalde es Damià del Clot i Trias de Esquerra Republicana de Catalunya - Vilassar de Mar diu sí. Tomó posesión del cargo el 13 de junio de 2015 gracias a los 5 votos de ERC-Vilassar de Mar diu si, 4 votos de Babord-CUP-Poble Actiu y 2 de Gent per Vilassar de Mar.
| Partido político                       | 2019  | 2019       | 2019 |
| Partido político                       | %     | Concejales |      |
| Esquerra Republicana de Catalunya      | 37,96 | 9          |      |
| Junts per Catalunya                    | 15,81 | 4          |      |
| BABORD                                 | 14,01 | 3          |      |
| Partido de los Socialistas de Cataluña | 12,70 | 3          |      |
| Ciudadanos - Partido de la Ciudadanía  | 9,62  | 2          |      |

## Educación
En Vilassar de Mar hay cinco escuelas: La presentació de la mare de Déu, la más antigua llevada por religiosas, Vaixell Burriac, Pérez Sala, Escola del Mar (que fue valorada arquitectónicamente y fue conocida alrededor del mundo) y Els Alocs.
Existen dos institutos de educación secundaria y Bachillerato: INS Vilatzara e INS Pere Ribot.